# William Bosi
William „Will“ Bosi (* 27. Dezember 1998 in Edinburgh) ist ein britischer Sportkletterer. Er tritt in den Wettkämpfen des IFSC an, ist aber vor allem für seine Erfolge draußen am Fels bekannt.

## Wettkampfklettern
Bosi tritt vor allem im Lead an, klettert aber auch bei Boulder- und Speed-Wettkämpfen. 2014 nahm er in Kranj das erste Mal an einem Weltcup teil. Sein bisher bestes Resultat war jeweils der vierte Platz an den Lead-Weltcups in Briançon sowie Chamonix 2019.

## Felsklettern
Seine großen Erfolge sind im Felsklettern und Bouldern draußen am Fels. 2016 wurde Bosi mit der Begehung von Rainshadow mit 17 Jahren der jüngste Brite, der eine Route im Schwierigkeitsgrad 9a klettern konnte. Kurz darauf kletterte er die historische Route Hubble (9a/8c+). 2020 gelang ihm seine erste 9b-Route, La Capella. Im März 2021 eröffnete er die Route King Capella (9b+). Die Route wurde von Jakob Schubert und Alexander Megos wiederholt, wobei Schubert eine Abwertung auf 9b vorgeschlagen hat. Im April 2021 gelang ihm die Erstbegehung der Route Furia de Jabali (9b).
2018 kletterte er seinen ersten 8C-Boulder, Practice of the Wild im Magic Wood. Im August 2022 kletterte er mit Honey Badger seinen ersten Boulder im Schwierigkeitsgrad 8C+. Anfang November 2022 gelang ihm die dritte Begehung des Boulders Alphane (9A).
Im April 2023 gelang ihm die erste Wiederholung von Burden of Dreams (9A). Der Boulder wurde 2016 von Nalle Hukkataival erstbegangen und gilt als einer der schwierigsten Boulder der Welt.
Im Februar 2024 kletterte er Return of the Sleepwalker und bestätigte als erster Wiederholer den Grad 9A. Der Boulder wurde 2021 von Daniel Woods erstbegangen und ist der Sitzstart von Sleepwalker (8C/8C+).
Im Oktober 2024 wurde er der Erste, der eine Wiederholung des 9A Boulders Spots Of Time schaffte, nachdem dieser im Februar desselben Jahres von Aidan Roberts eröffnet wurde. Er bestätigte den von Roberts vorgeschlagenen Grad von 9a, was ihn zum ersten Kletterer macht, der 4 9a-Boulder geschafft hat.
Im Februar 2025 gelang ihm die erste Wiederholung der Route Excalibur (9b+) in Arco.
Im Mai 2025 sicherte er die Erstbegehung des Boulders Realm of Tor'ment (9A) im Peak District. Er ist damit der erste Kletterer, der fünf Boulder im Grad 9A geklettert hat.

## Erfolge (Auswahl)

### Bouldern
(Quelle: )
9A (V17)
- Realm of Tor'ment – Peak District, Großbritannien – Mai 2025 – Erstbegehung[12]
- Spots of Time – Lake District, Großbritannien – 19. Oktober 2024 – Erste Wiederholung[10]
- Return of the Sleepwalker – Red Rocks, USA – Februar 2024 – Erste Wiederholung[9]
- Burden of Dreams – Lappnor, Finnland – 12. April 2023 – Erste Wiederholung des weltweit ersten 9A-Boulders[14]
- Alphane – Chironico, Schweiz – 31. Oktober 2022

8C+ (V16)
- Ephyra – Chironico, Schweiz – 11. November 2022
- Honey Badger – Badger Cove, Großbritannien – August 2022 – Erstbegehung

8C (V15)
- Sleepwalker – Red Rocks, USA – Januar 2024 – ursprünglich vom Erstbegeher Jimmy Webb mit 8C+ bewertet, von Bosi abgewertet auf 8C[15]
- Nova – Moravský kras, Tschechien – 6. November 2023 – ursprünglich von Erstbegeherin Jana Švecová mit 8B+ bewertet, Bosi schlug aber den Grad 8C vor[16]
- Ultra Instinct – Forest Rock, Großbritannien – 8. Juni 2023 – Erste Wiederholung
- Isles of Wonder Sit – Dyffryn Ogwen, Großbritannien – 22. Mai 2023 – Zweitbegehung nach Aidan Roberts, der den Boulder mit 8C+ bewertete[17][18]
- Wild South – Peak District, Großbritannien – 26. April 2023 – Erstbegehung
- Dreamtime – Cresciano, Schweiz – 8. Dezember 2022 – im vierten Versuch[19]
- Forgotten Gem – Chironico, Schweiz – November 2022
- Beautiful Minds – Badger Cove, Großbritannien – Juli 2022 – Erstbegehung
- Trance – Badger Cove, Großbritannien – Juni 2022 – Erstbegehung
- Bulbasaur – Sklapsko, Tschechien – April 2022 – Erstbegehung
- Foundation’s Edge – Fionnay, Schweiz – September 2021 – Eintagesbegehung
- Ulls de Bruixa – Siurana, Spanien – Februar 2021 – Erstbegehung
- Practice of the Wild – Magic Wood, Schweiz – September 2018

8B+ (V14)
- Charizard – Skalpsko, Tschechien – April 2022 – flash: Bosi ist der sechste Kletterer, dem es gelang, diesen Grad im ersten Versuch zu durchsteigen[20]

8B/+ (V13/V14)
- The Dagger – Cresciano, Schweiz – 8. Dezember 2022 – flash[19]

### Sportklettern
(Quelle: )
9b+ (5.15c)
- Excalibur – Arco, Italien – Februar 2025 – Erste Wiederholung[22]
- King Capella – Siurana, Spanien – März 2021 – Erstbegehung[23]

9b (5.15b)
- Furia de Jabali – Siurana, Spanien – Februar 2021 – Erstbegehung
- La Capella – Siurana, Spanien – Februar 2020

9a+ (5.15a)
- Free at Last – Dumbarton, Großbritannien – Juni 2022 – Erstbegehung
- Brandenburg Gate – Raven Tor, Großbritannien – November 2021 – Erstbegehung
- Mutation – Raven Tor, Großbritannien – Oktober 2021
- First Ley – Margalef, Spanien – Februar 2021